# Яворівці
Я́ворівці — село в Україні, у Красилівській міській громаді Хмельницького району Хмельницької області. Населення становить 660 осіб.

## Історія
Станом на 1886 рік в колишньому власницькому селі Красилівської волості Старокостянтинівського повіту Волинської губернії, мешкало 658 осіб, налічувалось 100 дворових господарств, існувала православна церква 2 вітряних млини.
За переписом 1897 року кількість мешканців зросла до 789 осіб (395 чоловічої статі та 394 — жіночої), з яких 749 — православної віри.
Колишній орган місцевого самоврядування — Яворовецька сільська рада.